# Dīmītrīs Kōnstantinidīs
Dīmītrīs Kōnstantinidīs (in greco Δημήτρης Κωνσταντινίδης?; Korinos, 2 giugno 1994) è un calciatore greco, difensore svincolato.

## Caratteristiche tecniche
È un terzino destro.

## Statistiche

### Presenze e reti nei club
Statistiche aggiornate al 31 gennaio 2018.
| Stagione        | Squadra         | Campionato      | Campionato | Campionato | Coppe nazionali | Coppe nazionali | Coppe nazionali | Coppe continentali | Coppe continentali | Coppe continentali | Altre coppe | Altre coppe | Altre coppe | Totale | Totale |
| Stagione        | Squadra         | Comp            | Pres       | Reti       | Comp            | Pres            | Reti            | Comp               | Pres               | Reti               | Comp        | Pres        | Reti        | Pres   | Reti   |
| --------------- | --------------- | --------------- | ---------- | ---------- | --------------- | --------------- | --------------- | ------------------ | ------------------ | ------------------ | ----------- | ----------- | ----------- | ------ | ------ |
| 2012-2013       | PAOK            | SL              | 14+1       | 0          | CG              | 3               | 0               | UEL                | 0                  | 0                  | -           | -           | -           | 16     | 0      |
| 2013-gen. 2014  | PAOK            | SL              | 2          | 0          | CG              | 2               | 0               | UCL+UEL            | 0+1                | 0                  | -           | -           | -           | 5      | 0      |
| gen.-giu. 2014  | Eginiakos       | FL              | 8+12       | 0+1        | CG              | 0               | 0               | -                  | -                  | -                  | -           | -           | -           | 20     | 1      |
| 2014-2015       | PAOK            | SL              | 12+2       | 0          | CG              | 1               | 0               | UEL                | 0                  | 0                  | -           | -           | -           | 15     | 0      |
| 2015-2016       | PAOK            | SL              | 9          | 0          | CG              | 1               | 0               | UEL                | 5                  | 1                  | -           | -           | -           | 15     | 1      |
| 2016-2017       | Omonia          | AK              | 16+2       | 0          | CC              | 0               | 0               | UEL                | 0                  | 0                  | -           | -           | -           | 18     | 0      |
| 2017-gen. 2018  | PAOK            | SL              | 0          | 0          | CG              | 0               | 0               | UEL                | 0                  | 0                  | -           | -           | -           | 0      | 0      |
| Totale PAOK     | Totale PAOK     | Totale PAOK     | 37+3       | 0          |                 | 7               | 0               |                    | 6                  | 1                  |             | -           | -           | 53     | 1      |
| gen.-giu. 2018  | Brescia         | B               | 0          | 0          | CI              | -               | -               | -                  | -                  | -                  | -           | -           | -           | 0      | 0      |
| Totale carriera | Totale carriera | Totale carriera | 61+17      | 1          |                 | 7               | 0               |                    | 6                  | 1                  |             | -           | -           | 91     | 2      |